# Университет имени Хорезми
Университет имени Хорезми (перс. دانشگاه خوارزمی‎) — государственное педагогическое высшее учебное заведение в Иране. Расположен в городах Тегеран и Кередж.

## История
Основан в 1919 году как Центральное педагогическое училище (перс. دارالمعلمین مرکزی‎), переименованное в 1928 году в Высшее педагогическое училище (перс. دارالمعلمین عالی‎). 
В 1933 году преобразован в Тегеранский педагогический институт (перс. دانشسرای عالی‎). 
В 1935—1940 годах в составе Тегеранского университета. В 1940 году выделен в самостоятельный Педагогический институт. 
В 1962 году преобразован в Организацию по подготовке учителей и исследований в области образования. В 1967 году восстановлен как Педагогический институт.
В 1974 году преобразован в Тегеранский педагогический университет (перс. دانشگاه تربیت معلم تهران‎).
В 2012 году переименован в Университет имени Хорезми в честь Абу Джа‘фара Муха́ммада ибн Муса́ аль-Хорезми́ (перс. ابوجعفر محمد بن موسای خوارزمی‎; ок. 783, Хива, Хорезм — ок. 850, Багдад) — одного из крупнейших средневековых  учёных древнего Хорезма.

## Профессорско-преподавательский состав
По состоянию на 2016 год, профессорско-преподавательский состав Университета им. Хорезми насчитывает более 450 преподавателей, в том числе 43 профессоров, 85 доцентов, 295 ассистент-профессоров и 36 старших преподавателей. На 14 факультетах университета осуществляется подготовка бакалавров, магистров и докторов.

## Деятельность

### Образовательная деятельность
По состоянию на июнь 2016 года основной учебный процесс в университете осуществляется на 14 факультетах:
1. Инженерный факультет
2. Факультет биологических наук
3. Факультет географических наук
4. Факультет наук о Земле
5. Факультет математических наук и информатики
6. Факультет менеджмента
7. Факультет права и политических наук
8. Факультет психологии и образования
9. Факультет филологии и гуманитарных наук
10. Факультет физического воспитания и спортивных наук
11. Факультет финансов и банковского дела
12. Факультет экономики
13. Физический факультет
14. Химический факультет

### Научно-исследовательская деятельность
В составе вуза действуют 15 колледжей, 4 научно-исследовательских института, 4 научно-исследовательских центров, 2 национальных центра исследований передового опыта. 